# 지게꾼
지게꾼(지게꾼)은 한국에서 제작된 조운천 감독의 1963년 영화이다. 김승호 등이 주연으로 출연하였고 정병준 등이 제작에 참여하였다.

## 출연

### 주연
- 김승호
- 황정순
- 김운하
- 윤인자

## 제작진
- 조명: 장기종
- 미술: 정우택